# 賽基夫
49°31′13″N 23°53′26″E / 49.52028°N 23.89056°E
賽基夫（羅馬化：Saikiv）是烏克蘭的村庄，位於該國西部利沃夫州，由斯特雷區米科拉伊夫市镇負責管轄，始建於1578年，面積0.33平方公里，海拔高度257米，2001年人口123，人口密度每平方公里373.86人。